# Bebe et Louis Barron
Pour les articles homonymes, voir Barron.
Ne doit pas être confondu avec René-Louis Baron.
Louis Barron (23 avril 1920, Minneapolis – 1er novembre 1989, Los Angeles) et Bebe Barron (16 juin 1925, Minneapolis – 20 avril 2008, Los Angeles) sont deux arrangeurs et compositeurs américains, considérés comme des pionniers de la musique électronique et d'enregistrement sonore sur bande magnétique.
Avec Planète interdite (1956), ils sont à l'origine de la première bande originale de film entièrement électronique.

## Biographie
Bebe Barron (née Charlotte May Wind) a grandi dans le Dakota du Nord. Inscrite à l'université du Minnesota, elle prend des cours de piano auprès du panaméen Roque Cordero (en) qui dirigeait le département de musique. Elle décroche un master en sciences politiques. Elle rencontre Louis Barron à Minneapolis quand celui-ci hésitait entre une carrière de musicien et des études en électronique ; il écrit également des critiques musicales pour des magazines de jazz.
En 1947, le couple part s'installer à New York. Louis travaille pour Gallup, Bebe étudie la composition musicale auprès d'Henry Cowell et Wallingford Riegger, tout en écrivant pour le groupe de presse Time-Life. Ils se marient l'année suivante : un ami allemand leur offre un magnétophone à bande magnétique, l'un des premiers modèles importés aux États-Unis, originellement conçu par IG Farben. En 1949, ils partent s'installer à Monterey (Californie). Proche de San Francisco, ils sympathisent avec Anais Nin et son époux Ian Hugo. Avec des bandes magnétiques, ils conçoivent une série de montages sonores intitulés Sounds Portraits. Ils retournent à New York en 1950. Là, prêtent leurs voix Henry Miller, Aldous Huxley, Tennessee Williams, mais, gravés sur disque 78 tours, la commercialisation des Sounds Portraits est un échec. 
Alors qu'à Paris débutent en 1948 les premières recherches autour de la musique électroacoustique, Bebe et Louis Baron, influencés par les travaux de Norbert Wiener, construisent au tout début des années 1950 dans leur appartement situé dans le Greenwich Village (Manhattan) un « home studio » musical qui accueille des artistes américains : John Cage s'y rend pour finaliser Williams Mix (en) (1951-1953) — œuvre commandée par Paul Williams (architect) (en) — mais aussi David Tudor, Jackson Pollock, Maya Deren, Marlon Brando, Huxley, Anaïs Nin et Ian Hugo, ainsi que Shirley Clarke. Ce studio de création devient un carrefour avant-gardiste entre des créateurs East et West Coast ; l'émulation est grande.
La première composition électronique américaine sur bande magnétique fut officiellement exécutée par Louis Barron à la fin de l'année 1950 : la pièce s'intitule Heavenly Menagerie. Les bandes devaient être découpées à la main puis recollées avec du ruban adhésif et reportées sur un master : un travail laborieux qui explique sans doute la relative lenteur avec laquelle le couple travaillait à cette époque.
Au niveau du son en lui-même, Louis, épris d'électronique, s'était intéressé au maître ouvrage de Norbert Wiener, Cybernetics: Or, Control and Communication in the Animal and the Machine : à partir de schémas proposés dans l'ouvrage, il conçut un ensemble de circuits capables de générer des sons dont un modulateur en anneau (en anglais : ring modulator), capable de produire différentes modulations et amplitudes. Le problème principal à cette époque est que les sons produits devaient être enregistrés immédiatement ; en effet, les circuits saturaient rapidement et grillaient. Bien plus tard, les Barron tentèrent de refaire les sons de Planète interdite, ce qui s'avéra impossible. Ces productions sonores tenaient donc de la « performance ». Louis était chargé du mixage, opéré à partir de trois magnétophones, tandis que Bebe s'occupait de la composition proprement dite : elle passait de longues journées à faire défiler des kilomètres de bandes. Le couple se fournissait chez 3M, où Louis avait un cousin. Le studio de New York était à cette époque l'un des trois lieux à pouvoir produire ce genre de chose : les autres étaient ceux de Raymond Scott et Eric Siday (en). Ce fut John Cage qui poussa les époux Barron à considérer leurs travaux comme étant de la musique.
Entre juin 1955 et avril 1956, se déroule le tournage et la post-production du film de science-fiction Forbidden Planet : Dore Schary, executive manager de la Metro-Goldwyn-Mayer décide de recruter les Barron pour exécuter la musique du film ; il écarta Harry Partch et signa avec le couple le contrat en octobre, après avoir écouté un bout d'essai « qui le transporta dans une autre dimension ». Les Barron touchèrent 30 000 dollars de droits et obtinrent de pouvoir travailler à New York. La première bande originale électronique est donc née à Manhattan. Le travail fut rendu fin mars 1956.
Quand le film fut lancé, l'organisation syndicale des musiciens et compositeurs américains exigea de la MGM qu'elle qualifie la composition des Barron de « tonalités électroniques » au lieu de « musique » : conséquemment, ce fut l'une des raisons pour laquelle les Barron ne sont plus du tout par la suite crédités aux génériques de films produits à Hollywood, mais bien dans la catégorie « sound effects » (effets sonores).
Dans les années 1960, les Barron conservèrent leurs matériels en l'état ; ils ne cherchèrent pas à le moderniser. Ils composèrent quelques musiques pour des publicités quasi institutionnelles, et pour un épisode de série télévisée (The Computer Age, 1967) puis le couple se sépara en 1970.
Les créations sonores du couple figurent dans le magazine The Wire qui publia dans son numéro de septembre 1998 la liste « 100 Records That Set the World on Fire (While No One Was Listening) » (Cent disques qui ont mis le feu au monde entier (quand personne n'écoutait)).

## Œuvre et discographie
Album, compilation :
- « Time Machine » (1970) sur Music from the Soundtrack of Destination Moon and Other Themes, Cinema Records LP-8005
- New Age Synthesis II on Totally Wired (1986) Pennsylvania Public Radio Associates Cassette Series
- Mixed Emotions de Bebe Barron (2000)

Sur bande magnétique :
- Heavenly Menagerie (1951–1952)
- For an Electronic Nervous System (1954)
- Space Boy (1971)
- The Circe Circuit (1982)
- Elegy for a Dying Planet (1982)

Bande originale de film :
- Bells of Atlantis de Ian Hugo avec Anaïs Nin (CM, 1952)[5]
- Miramagic de Walter P. Lewisohn (CM, 1954)
- Jazz of Lights de Ian Hugo (CM, 1954)[6]
- Forbidden Planet (1956), sorti en 33 tours en 1977 et en CD en 1990.
- Bridges-Go-Round de Shirley Clarke (court-métrage, 1958), l'une des deux compositions, l'autre est de Teo Macero[7]
- Crystal Growing produit par la Western Electric Company (court-métrage, 1959)
- The Very Eye of Music de Maya Deren (court-métrage, 1959) avec des compositions de Teiji Ito (en)
- Music of Tomorrow produit par General Dynamics (court-métrage, 1960)
- The Computer Age (TV, 1967)
- Space Boy de Renate Druks (c.m., 1973)
- [Louis Barron] What's the Big Hurry? (c.m., 1974) - Sid Davis Productions[8]
- L'Uomo più velenoso del cobra de Bitto Albertini (1974)
- Cannabis (1975)